# Sŏp’o (stacja kolejowa)
Sŏp’o (kor. 서포역, Sŏp’o-yŏk) – stacja kolejowa w zachodniej części stolicy Korei Północnej, Pjongjangu, stanowiąca część trzech linii kolejowych: 819-kilometrowej linii P’yŏngna, łączącej Pjongjang oraz specjalną strefę ekonomiczną Rasŏn, 225-kilometrowej linii P’yŏngŭi, łączącej stolicę KRLD i miasto Sinŭiju przy granicy z Chinami, a także linii Ryongsŏng, łączącej Sŏp’o z wsią Tongbuk-ri niedaleko Pjongjangu. Stacja znajduje się w administracyjnych granicach należącej do stolicy KRLD dzielnicy Hyŏngjesan.